# Bettany Hughes
Bettany Hughes (Londres, 14 de mayo de 1967) es una historiadora, autora y locutora británica, especializada en historia clásica. Sus libros han abarcado buena parte de la antigüedad clásica y el mito, así como la historia de Estambul y Bizancio. Participa activamente en los esfuerzos para fomentar la enseñanza de los clásicos en las escuelas públicas del Reino Unido. En 2019 fue nombrada Oficial de la Orden del Imperio Británico.

## Primeros años, educación y carrera
Hughes se crio en el oeste de Londres. Se educó en Notting Hill y en Ealing. Acudió al Ealing High School y, más tarde, a la Universidad de Oxford, acudiendo al St. Hilda's College, donde se graduó con un título en historia antigua y moderna.
Es investigadora visitante en el King's College de Londres, miembro honorario de la Universidad de Cardiff y posee un doctorado honorario por la Universidad de York.
Hughes ha escrito y presentado muchos documentales y series sobre temas de historia antigua y moderna, tanto internacional como del Reino Unido. En 2009, recibió el Premio Especial Naomi Sargant a la excelencia en la radiodifusión educativa, y en 2012 el Premio Norton Medlicott por servicios a la historia de la Historical Association, de la que es miembro honorario.
También ha dado multitud de conferencias y charlas didácticas. En 2010 dio en el Instituto Helénico del Royal Holloway (colegio de la Universidad de Londres) la conferencia "Ta Erotika: The Things of Love", y en 2011 participó en la conferencia del Huw Wheldon Memorial organizada por Royal Television Society, en la que afirmaba que la historia de la televisión está prosperando y disfrutando de una nueva era dorada. En 2011 presidió el Premio de Ficción Femenina, el único premio anual de libros de ficción escrito por mujeres en el Reino Unido.
Hughes es patrocinadora de The Iris Project, una organización benéfica que promueve la enseñanza del latín y el griego en las escuelas públicas del Reino Unido, así como patrocinadora honoraria de Classics For All, una campaña nacional para que las lenguas clásicas y el estudio de las civilizaciones antiguas regresen a la educación pública. Es asesora de la Fundación para la Ciencia, la Tecnología y la Civilización, que tiene como objetivo fomentar proyectos de colaboración a gran escala entre Oriente y Occidente.
En 2014, fue nombrada Amiga Distinguida de la Universidad de Oxford. En 2016, Hughes pronunció la Conferencia Voltaire anual de la Asociación Humanista Británica. Fue elegida miembro de la Sociedad de Anticuarios de Londres el 3 de marzo de 2017. Así mismo, fue nombrada Oficial de la Orden del Imperio Británico (OBE) en los Honores de cumpleaños de 2019 de la reina Isabel II de Inglaterra por sus servicios a la historia.
Como divulgadora, ha realizado diversos reportajes y documentales históricos para canales como BBC One, BBC Two, BBC Four, Channel 5, History o ITV.

## Familia y vida personal
Hughes es hija del actor Peter Hughes y hermana del jugador de críquet y periodista Simon Hughes. Hughes está casada con Adrian Evans. La pareja tiene dos hijos. Es vegetariana.

## Libros
- Helen of Troy: Goddess, Princess, Whore (2005).
- The Hemlock Cup: Socrates, Athens and the Search for the Good Life (2010). El libro se incluyó en la lista de superventas de The New York Times. Fue elegido como Libro del año por The Daily Telegraph,[21] así como Libro de la semana en BBC Radio 4.[22] Fue preseleccionado para un premio del gremio de escritores.[23]
- Istanbul: A Tale of Three Cities (2017). Fue reseñado en The New York Review of Books.[24]
- Venus and Aphrodite (2019).
- Las siete maravillas del mundo antiguo, traducción de Claudia Casanova, Ático de los Libros (2025).